# Swetoslaw Malinow

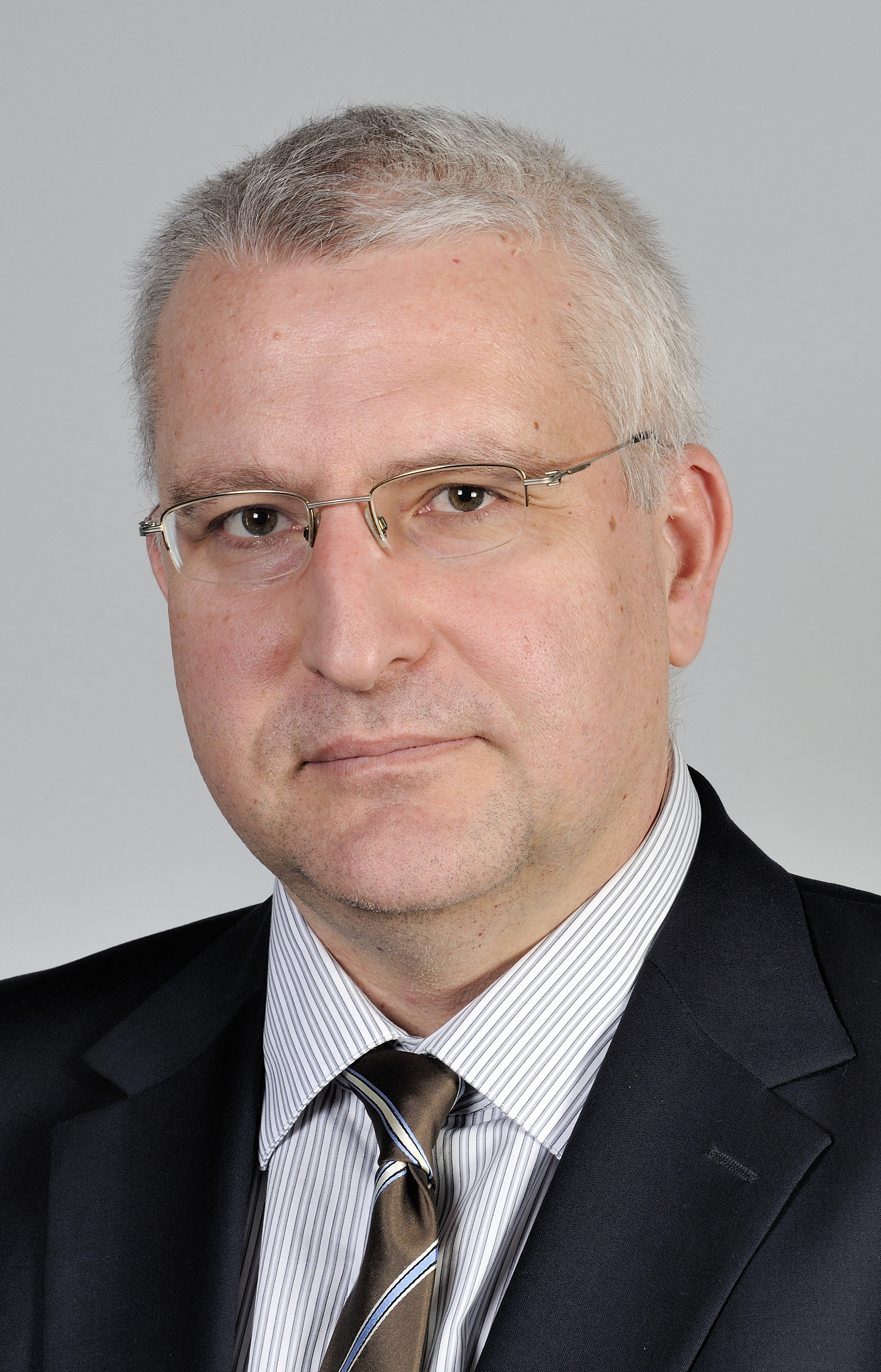
Swetoslaw Malinow (2014)

Swetoslaw Christow Malinow (auch Svetoslav Hristov Malinov; bulgarisch Светослав Христов Малинов; * 19. Januar 1968 in Dupniza) ist ein bulgarischer Politologe, Politiker, Gründungsmitglied der Demokraten für ein starkes Bulgarien (DSB) und Europaparlamentarier und Dozent an der philosophischen Fakultät der Universität Sofia.

## Leben
Swetoslaw Malinow wurde in der westbulgarischen Stadt Stanke Dimitrow (heute Dupniza) geboren. Nach dem Abitur am englischsprachigen Gymnasium Geo Milew in Burgas studierte er Politikwissenschaft an der Sofioter St.-Kliment-Ohridski-Universität.
Nach seinem Studienabschluss (1993) folgten Studienaufenthalte in Norwegen (Universität Oslo), Italien, USA sowie Großbritannien und Malinow erhielt 1996 den Magister im Fach Politische Philosophie von der University of York. 1999 wurde Malinow im Bereich politischer Konservatismus in England promoviert und folgte den Ruf, am Institut für Politologie an der Universität Sofia zu unterrichteten. Derzeit unterrichtet er politische Ideengeschichte.
Zwischen 2001 und 2002 leitete Malinow das Ressort Politische Analyse und Strategie der Union der Demokratischen Kräfte. Seit 2002 ist er Chefredakteur der Zeitschrift für politischen Theorie und Kultur Разум.
Er gehörte 2004 zu den Gründungsmitgliedern der DSB. Zwischen 2005 und 2007 gehörte er deren Vorstand an, seit 2011 ist er stellvertretender Parteivorsitzender.
2005 bis 2009 war er Abgeordneter des bulgarischen Parlaments. Seit dem 1. Dezember 2011 ist er Mitglied des EU-Parlaments. Er gehört dort der Fraktion der Europäischen Volkspartei an.

## Werke (Auswahl)
Monographien
- Критика на политическия рационализъм. Изследване върху политическата мисъл на Едмънд Бърк, 2003
- Консервативни опити, 2010

Ins Bulgarische übersetzt
- John Locke: Two Treatises of Government (Два трактата за управлението, 1997)
  - Letter Concerning Toleration (Писмо за толерантността, 1998)
- Edmund Burke: Reflections on the Revolution in France (Размисли за революцията във Франция, 2000)
- Francis Bacon: Nova Atlantis (Нова Атлантида, 2008)